# Rachel Justine Pries
Rachel Justine Pries, née en 1972, est une mathématicienne américaine dont les recherches portent sur la géométrie arithmétique et la théorie des nombres. Elle est professeure à l'université d'État du Colorado.

## Biographie
Rachel Pries est originaire de Cambridge, dans le Massachusetts. Elle fait ses études à l'université Brown dont elle est diplômée en 1994. Elle prépare ensuite un doctorat en mathématiques de l'université de Pennsylvanie à Philadelphie et soutient une thèse intitulée Formal Patching and Deformation of Wildly Ramified Covers of Curves, en 2000, sous la supervision de David Harbater.

## Activités professionnelles et de recherche
Elle est chercheuse postdoctorale de la Fondation nationale pour la science à l'université Columbia de 2000 à 2003, puis elle rejoint l'université d'État du Colorado, où elle est titulaire d'une chaire professorale.  
Rachel Pries étudie les couvertures lisses de courbes galoisiennes, ramifiées sur un seul point, notion à laquelle elle consacre un ouvrage, Families of wildly ramified covers of curves. Dans un article intitulé Hyperelliptic curves with prescribed p-torsion, Rachel Pries et Darren Glass ont prouvé plusieurs résultats concernant l'existence de variétés jacobiennes ayant une p-torsion intéressante mesurée en termes d'invariants tels que le p-rank et a-nombre. 

## Engagements institutionnels et éditoriaux
Rachel Pries est membre du comité directeur de Women in Number Theory (WIN), une communauté de collaboration de recherche pour les mathématiciennes intéressées par la théorie des nombres. Elle est co-éditrice des actes du colloque de WIN 2014, Directions in Number Theory: Proceedings of the 2014 WIN3 Workshop, paru en 2016, et de Women in Numbers: Research Directions in Number Theory, avec Kristin Lauter, Alina Carmen Cojocaru et Renate Scheidler, en 2011.
Elle est rédactrice des revues Research in Number Theory et Proceedings of the American Mathematical Society.

## Prix et distinctions
Pries est élue fellow de l'American Mathematical Society en 2018, distinguée « pour ses contributions à la géométrie arithmétique et pour ses services à la communauté mathématique ». Elle est comme conférencière inaugurale dans la série de conférences de l'Association for Women in Mathematics à l'université de l'Oregon, à Eugene, en 2013. En 2004, elle reçoit le prix du département décerné par les étudiants de mathématiques de l'université d'État du Colorado.